# 리그 오브 레전드 대회 목록
다음은 라이엇 게임즈의 게임 〈리그 오브 레전드〉의 대회 목록이다.

## 라이엇 게임즈 공식 리그

### 공식 리그
- 리그 오브 레전드 월드 챔피언십 : 매년 가을에 열리는 모든 리그 오브 레전드 리그의 최상위 대회이다.
- 리그 오브 레전드 미드 시즌 인비테이셔널(MSI) : 스프링 시즌과 서머 시즌 사이에 열리는 대회이다. 지역별 챔피언십 리그의 스프링 시즌 우승팀과, 인터내셔널 와일드카드 우승팀을 초청해 진행한다. 리그 오브 레전드 올스타전 2014의 인비테이셔널 부문에서 분리되었다.

- 이벤트 대회
  - 리그 오브 레전드 올스타전 : 겨울 비시즌 기간에 진행되는 각 지역의 스타 선수들을 초청하여 진행하는 올스타 이벤트이다. 2013년과 2014년에는 스프링 시즌 종료 이후에 열렸으나, 2015년부터 미드 시즌 인비테이셔널이 신설되고 올스타전은 겨울로 이동하였다.

### 챔피언십 리그
챔피언십 리그들은 리그 오브 레전드 월드 챔피언십에 바로 진출 가능한 최상위 지역의 프로 리그이다. 북아메리카, 유럽, 대한민국, 중국, 대만/홍콩/마카오의 다섯 지역이 해당된다.
- 리그 오브 레전드 챔피언십 시리즈(LCS) : 라이엇 게임즈가 직접 주관하는 북아메리카 지역의 최상위 리그이다.
- 리그 오브 레전드 유러피언 챔피언십 (LEC) : 라이엇 게임즈가 직접 주관하는 유럽 지역의 최상위 리그이다.

- 리그 오브 레전드 챔피언스 코리아(LCK) : 라이엇 게임즈가 직접 주관하는 대한민국의 최상위 리그이다.
- 리그 오브 레전드 프로리그(LPL) : 텐센트가 주관하는 중국의 최상위 리그이다.

### 챌린저 리그
챌린저 리그는 챔피언십 리그의 하부 리그이다. 시즌 시작 전 챔피언십 리그와 승격강등전을 통해 팀이 교체된다.
- 리그 오브 레전드 챌린저스 코리아 : 챔피언스 코리아의 하부 리그이다. 라이엇 게임즈가 직접 주관한다.
- 리그 오브 레전드 세컨더리 프로 리그 : LPL의 하부 리그이다.

### 마이너 리그
챔피언십 리그가 배정되지 않은 지역의 리그이다.
- CBLOL : 브라질의 최상위 리그이다.
- 퍼시픽 센트럴 시리즈(PCS) : 동남아시아와 대만/홍콩/마카오를 모두 포함하는 챔피언십 리그이다.
- 터키쉬 챔피언십 리그(TCL) : 터키의 최상위 리그이다.
- LCL : 독립 국가 연합의 지역 리그이다.
- 리그 오브 레전드 재팬 리그(LJL) : 일본의 지역 리그이다.
- LLA : 라틴 아메리카 지역 리그이다.
- 오세아니아 프로 리그(OPL) : 오세아니아의 지역 리그이다.
- 베트남 챔피언십 시리즈(VCS) : 베트남의 지역 리그이다.

## 기타 대회
- KeSPA컵 : 매년 대회가 열린다.